# Lepidonotus vandersandei
Lepidonotus vandersandei är en ringmaskart som beskrevs av Horst 1917. Lepidonotus vandersandei ingår i släktet Lepidonotus och familjen Polynoidae. Inga underarter finns listade i Catalogue of Life.